# Believe (Josh-Groban-Lied)
Believe ist ein Weihnachtslied von Josh Groban aus dem Jahr 2004. Der von Alan Silvestri  komponierte und von Glen Ballard getextete Song  stammt aus dem Soundtrack des Films Der Polarexpress.

## Hintergrund
Glen Ballard und Alan Silvestri schrieben den Song für den Soundtrack zum Film Der Polarexpress von Robert Zemeckis. Gesungen wurde er von Josh Groban. Die Version mit Gesang ist der erste Song im Abspann des Films, während Teile der Instrumentalversion immer wieder im Film angespielt werden. Er entstand als einer der letzten Tracks für den Soundtrack.
Rein textlich handelt es sich um einen Weihnachtssong, der von dem Glauben an eine gesegnete Weihnachtszeit handelt. Der Song ist als klassisches Weihnachtslied zu verstehen und soll die Essenz des Films zusammenfassen. Schon beim Komponieren hatten die beiden Josh Groban als Sänger vor Augen, der auch sofort einverstanden war.

## Veröffentlichung
Believe wurde am 2. November 2004 als Teil des Soundtracks vom Film veröffentlicht. 2007 folgte eine Veröffentlichung als Bonustrack auf Grobans Album Noël.

## Preise
Mit dem Song wurden Alan Silvestri und Glen Ballard für den Oscar für den Besten Song bei der Oscarverleihung 2005 nominiert, verloren jedoch gegen Al otro lado del río aus Die Reise des jungen Che von Jorge Drexler. Bei der Verleihung sang Josh Groban den Song zusammen mit Beyoncé. Silvestri und Ballard gewannen außerdem einen Grammy in der Kategorie Best Song Written for Visual Media bei den Grammy Awards 2006.

## Coverversionen
America’s Got Talent-Gewinnerin Jackie Evancho verwendete den Song 2011 für ihr Weihnachtsalbum Heavenly Christmas. Eine weitere Coverversion gab es von Schauspielerin Dara Reneé als Teil des Holiday Specials von High School Musical: Das Musical: Die Serie.